# Ситно (Замойский повет)
Ситно (пол. Sitno) — деревня в Замойском повете Люблинского воеводства Польши. Административный центр гмины Ситно. Находится примерно в 9 км к северо-востоку от центра города Замосць. По данным переписи 2011 года, в деревне проживало 1109 человек.
В 1975—1998 годах деревня входила в состав Замойского воеводства.

## Население
Демографическая структура по состоянию на 31 марта 2011 года:
|         | Всего | До трудоспособного возраста | Трудоспособного возраста | Старше трудоспособного возраста |
| ------- | ----- | --------------------------- | ------------------------ | ------------------------------- |
| Мужчины | 549   | 102                         | 399                      | 48                              |
| Женщины | 560   | 91                          | 352                      | 117                             |
| Всего   | 1109  | 193                         | 751                      | 165                             |